# Asentamiento irregular

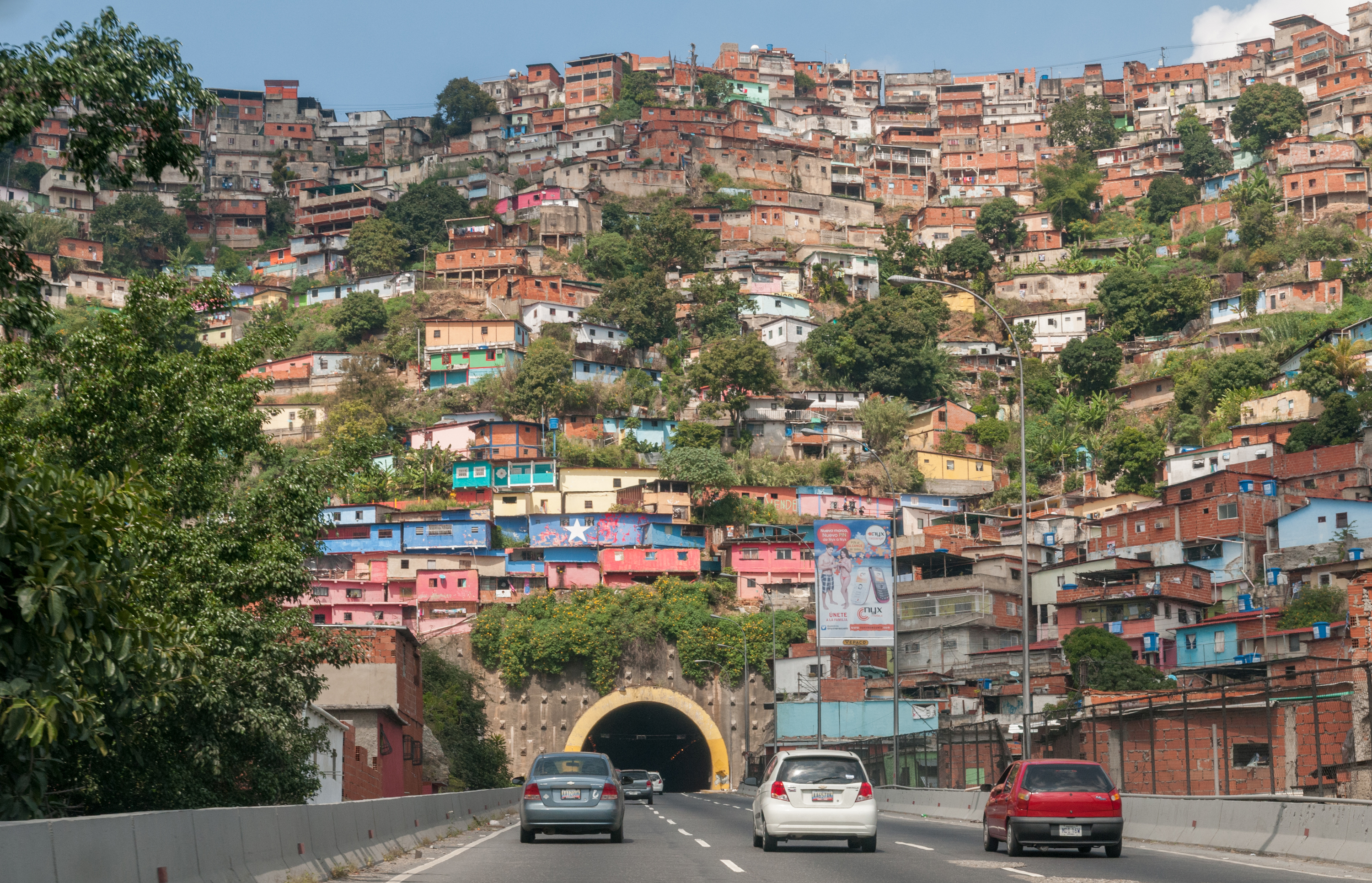
Viviendas improvisadas producto de la inmigración latinoamericana y el éxodo rural hacia Caracas, Venezuela.

Un asentamiento irregular, barrio de invasión o infravivienda es un lugar donde se establece una persona o una comunidad que está fuera de las normas establecidas por las autoridades encargadas del ordenamiento urbano.
Los establecimientos irregulares por lo general son asentamientos con altas densidades poblacionales que abarcan a comunidades o individuos albergados en viviendas autoconstruidas bajo condiciones de habitabilidad deficientes, especialmente en términos de acceso a servicios sanitarios. Se forman por ocupaciones espontáneas de terrenos, públicos o privados, sin reconocimiento legal, expandiendo los bordes de las ciudades en terrenos marginados que regularmente están en los límites de las zonas urbanas, o en terrenos con elevados riesgos para las viviendas allí asentadas (laderas de altas pendientes, terrenos poco estables, zonas inundables en las márgenes de ríos y quebradas).
Típicamente son el producto de la necesidad urgente de obtención de vivienda de las comunidades urbanas de escasos recursos económicos, o de migrantes llegados de zonas rurales, empujadas a abandonar sus tierras por múltiples motivos, y al no existir, generalmente, políticas que habiliten a estas personas a adquirir por medios legales viviendas dignas.

## Características

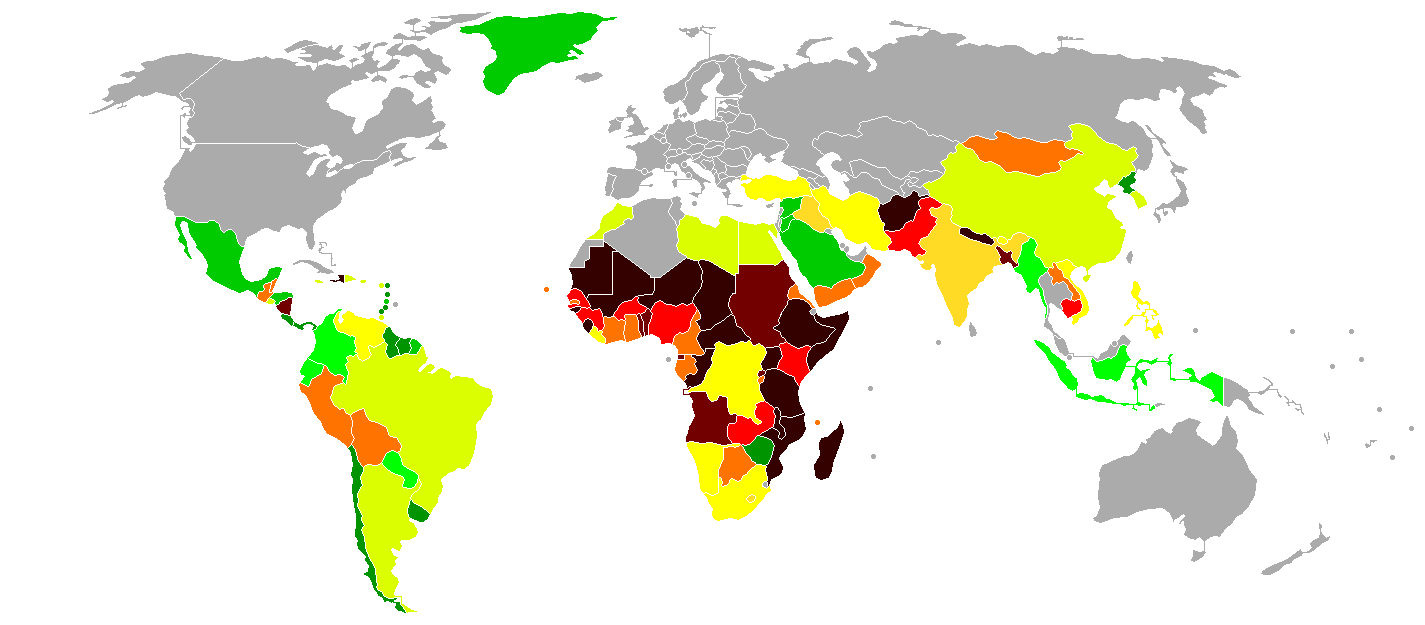
Población urbana que vive en asentamientos irregulares en 2001.
0-10%
10-20%
20-30%
30-40%
40-50%
50-60%
60-70%
70-80%
80-90%
90-100%
Sin datos

Los asentamientos ilegales se caracterizan por ciertas condiciones en común: 
- Viviendas construidas en zonas de alto riesgo: bordes de ríos, lagunas, montañas, expuestas a inundaciones y deslaves.
- Viviendas con limitado acceso a los servicios tales como agua potable, gas para calefacción, luz eléctrica, cocina y red cloacal (alcantarillado o drenaje).
- Difícil acceso a vivienda ya que frecuentemente no hay caminos consolidados de acceso, y los pocos que existen son veredas con abundantes huecos.
- Multiplicidad de condiciones económicas y  en un mismo barrio.
- Dificultades de acceso de ambulancias, bomberos y policía ante distintos eventos.
- Viviendas construidas por material obtenido de la basura: cartón, plástico, papel.
- Pobre protección para el frío, vientos, arena, etc.

El surgimiento de los asentamientos ilegales tiene varias causas, uno de los principales es la poca fuerza que dedican al tema del ordenamiento territorial los gobiernos locales y regionales que generalmente no tiene propuestas válidas para ofrecer soluciones habitacionales a las poblaciones de baja renta y a los migrantes que continuamente llegan de las áreas rurales a agrandar los cordones periurbanos. Estas áreas se caracterizan por poseer un nivel muy rápido de desarrollo, no estructurado y no planeado. 
A escala global, los asentamientos ilegales son un problema significativo, especialmente para los propios habitantes, quienes al no poseer su propiedad formalmente ven limitadas sus perspectivas de progreso futuro y a menudo conllevan, en la vida cotidiana, mayor presupuesto de mantenimiento que una vivienda de asentamiento formal. 
Un informe de la Comisión de la Seguridad Social de las Naciones Unidas de 1986 indicó que entre un 30 y un 60 por ciento de los residentes de las ciudades más grandes de los países subdesarrollados viven en asentamientos irregulares, lo cual evidencia que los asentamientos ilegales, presentes en distintos países del mundo, ya no son conceptuados como lo han sido poco tiempo atrás, como guaridas de maleantes, ladrones o drogadictos y narcotraficantes, para ser hoy en día, poblaciones negadas de sus derechos elementales. 
Normalmente los asentamientos ilegales tienen una estructura organizacional definida, que es encabezada por los líderes comunitarios. Esta organización es una medida que se da como resultado de crear un medio de protección ante las presiones de las autoridades locales, que por lo general están en contra de su situación irregular y puede llevar en muchos casos al desalojo. La organización de un asentamiento irregular se lleva a cabo mediante la generación de una relación de solidaridad entre sus vecinos.
Los establecimientos ilegales son sistemas sociales dinámicos complejos que experimentan un cambio continuo. Al ocupar la tierra irregularmente, los residentes están a menudo preparados para evadir la ley con la esperanza de mejorar su posición económica. Típicamente, la dinámica política y social interna está caracterizada por la solidaridad y/o la confrontación. Sin embargo, el conflicto interno es inherente en relación con la situación de la comunidad y los agentes externos, como las autoridades y los residentes circundantes. Una comunidad puede actuar en solidaridad al negociar con las autoridades o al invadir un terreno. Las autoridades, por lo general, adoptan una actitud pasiva respecto a estos barrios degradados, interviniendo tan sólo cuando su crecimiento genera desórdenes sociales, disturbios o crimen organizado.
La solidaridad puede ocurrir durante las negociaciones con las autoridades, pero las disputas pueden ocurrir durante la implementación de los programas acordados con las autoridades y durante el funcionamiento pleno del mismo establecimiento.
Para un agente externo, es muy difícil intervenir en los establecimientos ilegales con los objetivos de mejorarlos o procurar que las condiciones físicas, higiénicas, y la justicia social prevalezcan. Los líderes de la comunidad actúan como guardianes, las relaciones con las autoridades tienden a ser irregulares y en muchas ocasiones violentas. Debido a esto, es difícil que las instituciones formales de ordenamiento territorial puedan hacer repartos equitativos.
Los acuerdos se pueden elaborar sobre una base cotidiana. Debido a la complejidad de esta situación, muchos proyectos de mejoras no logran alcanzar los resultados deseados por las autoridades. En particular, muchos observadores critican a proyectos que entregan arrendamientos individuales, especialmente propiedad libre de impuestos. Sin embargo, también existen problemas asociados con el uso de formas comunales de arrendamiento (Fourie 1993).

## Descripción

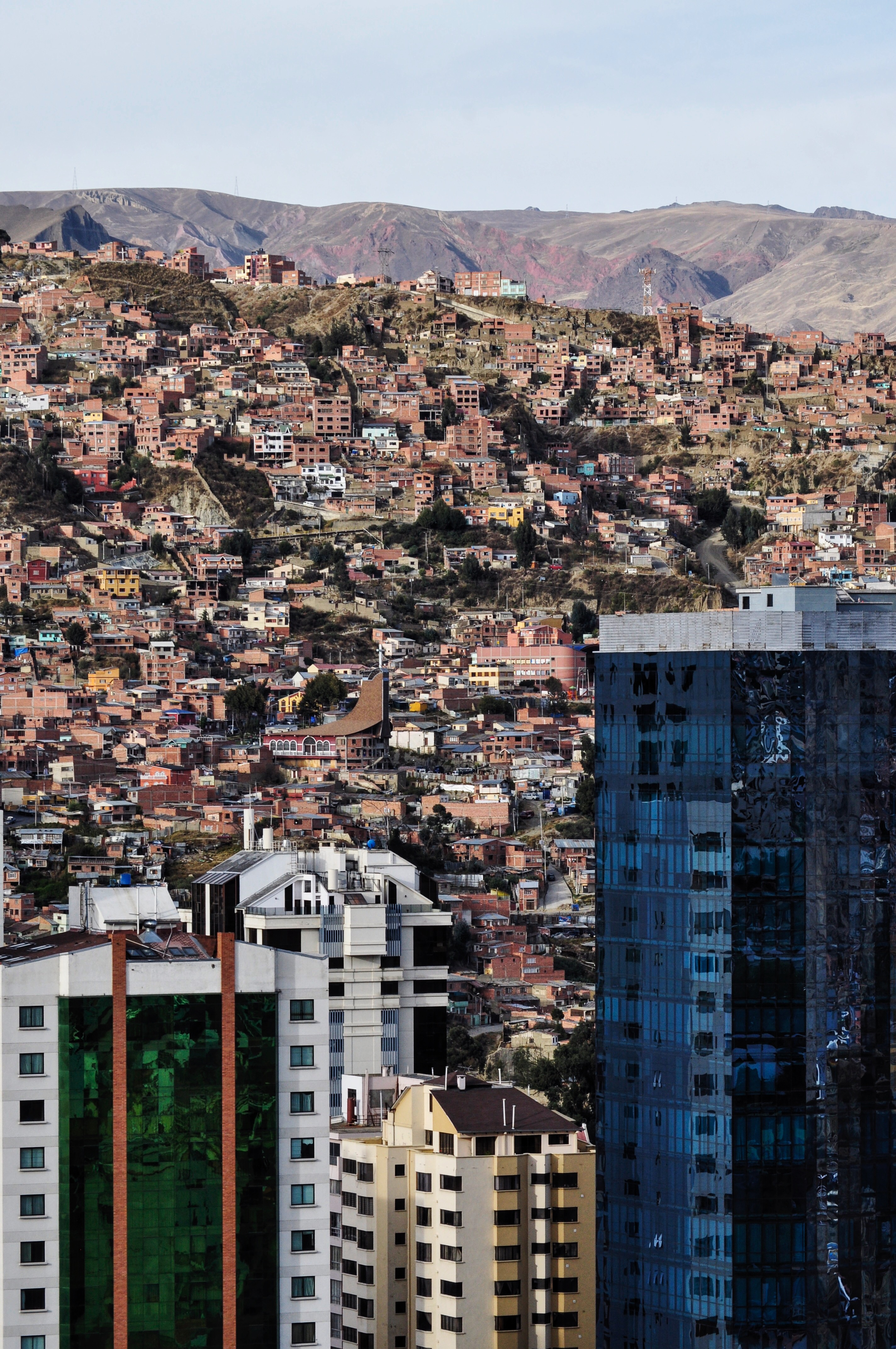
Asentamientos irregulares y barrios populares en La Paz, Bolivia, detrás de rascacielos en una zona afluente de la ciudad.

El trazo de un asentamiento ilegal por lo general es de forma irregular. Normalmente este tipo de asentamientos carecen de la infraestructura y/o los servicios básicos tales como agua potable, drenaje, electricidad, y teléfono en sus inicios, con el transcurso del tiempo estos se van dotando de los servicios mediante la autoconstrucción y cooperación comunitaria.
Sus residentes existen en un estado permanente de seguridad ilegal y social ya que viven en terrenos sin el consentimiento de sus auténticos dueños y están sujetos a amenazas de desalojo y la negación de los servicios municipales tales como agua potable, recolección de basura, drenaje pluvial, pavimentación de calles y transporte público, e iluminación, entre otros.
Frecuentemente se localizan en zonas de riesgo sujetas a la degradación ambiental y peligros. Se complica la implementación de los servicios básicos por su carencia de planificación y diseño urbano, además de su acelerado crecimiento. Los residentes normalmente carecen de suficiente preparación educativa y por lo tanto no es común que estén dentro de las actividades económicas formales o al nivel del mercado laboral aledaño.
Sus habitantes tienen mayores riesgos de contraer enfermedades y a una mayor mortalidad debido a sus niveles de pobreza y la influencia negativa del medio ambiente donde residen. El acceso al equipamiento urbano tal como escuelas, clínicas, y atención social está muy limitado. El espacio público abierto puede ser inseguro e insuficiente para las necesidades de la comunidad. Finalmente, la disparidad visible entre los asentamientos irregulares y las áreas circundantes puede llevar a tensiones sociales y generar crimen. Estos mismos factores también pueden incrementar la exclusión social y económica.
Siendo que, este fenómeno es cada vez más frecuente y de rápido crecimiento en los países en desarrollo o subdesarrollo, es importante resaltar que pese a su denominación y lectura como "espontánea" estos asentamientos precarios lejos están de ser espontáneos. Obedecen a una lógica de producción de suelo para los pobres. No son espontáneos ni en su aparición, pues toman años en consolidarse, ni en su ocupación, pues en la inmensa mayoría de casos quién vive allí, quien logra ocupar un terreno ha pagado por él. Es decir, está dentro de un mercado, el mercado de suelo irregular, que deja grandes ganancias para propietarios de suelo y grupos o bandas de comerciantes de terrenos irregulares, quienes venden el acceso a los pobres a suelos sin ninguna condición para ser habitados en ciudades: acceso a agua, energía, transporte público de calidad, espacios para parques, para escuelas, para servicios de salud, vías, etc.[cita requerida]

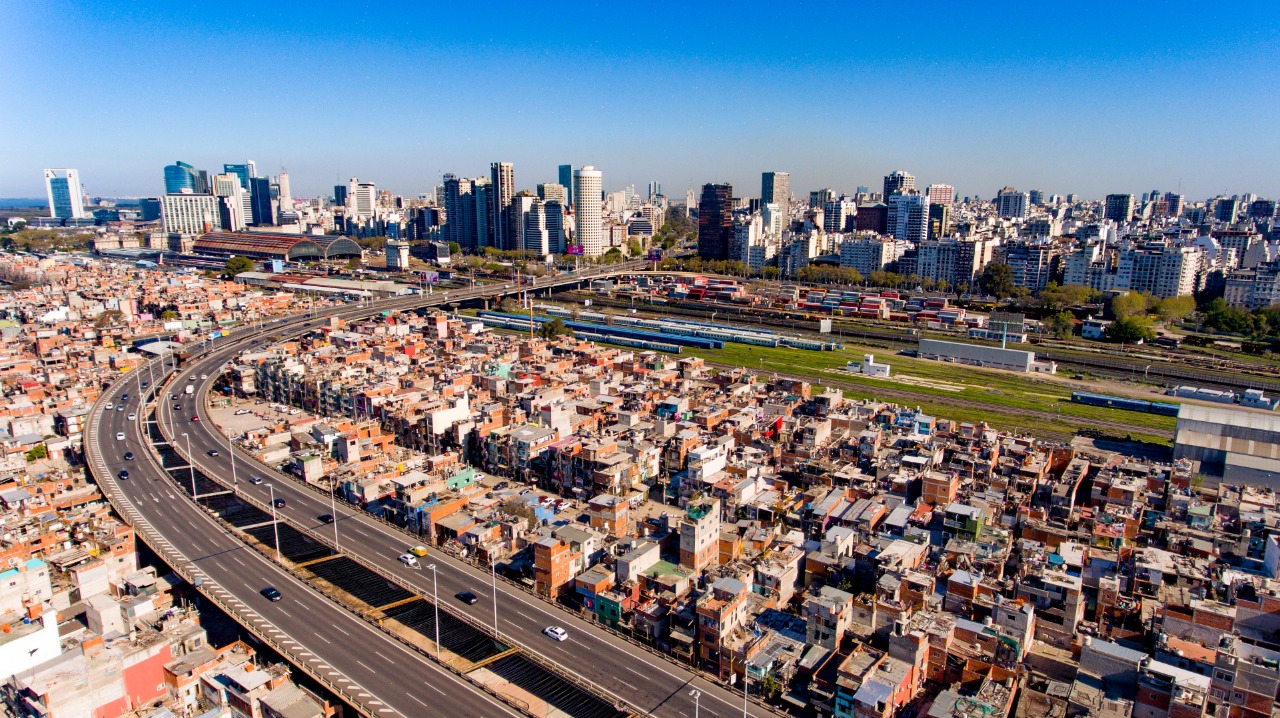
La Villa 31 en Buenos Aires, Argentina.

De esta manera la ciudad irregular crece y crece dejando grandes ganancias para unos pocos, pésimas condiciones de habitabilidad para muchos —muchos que no tienen una opción de acceso al suelo en el mercado formal— y, la tolerancia y displicencia de los gobiernos que no realizan ningún tipo de actuación ni para evitar estos fenómenos ni menos aún para favorecer la oferta de suelo formal y con condiciones dignas a precios posibles para los pobres. Por el contrario, en la mayoría de los casos los gobiernos concentran la inversión en la ciudad formal y realizan programas curativos de poco alcance en la gran ciudad irregular. [cita requerida]
Las invasiones urbanas suelen desarrollar una identidad cultural propia frecuentemente marginada, aunque existen excepciones. En el caso del Perú, muchas de las jergas, costumbres y modo de vida peruanos se generaron durante y tras el periodo de masivas invasiones urbanas durante el siglo XX, que si bien empezó siendo discriminados, terminaron extendiéndose por gran parte del territorio nacional al punto de ser romantizados e incluso convertidos en el estereotipo clásico del peruano urbano. Un emblemático ejemplo es la cultura chicha, particularmente su música. 
Muestras de aquella romantización son la aceptación y el ameno apego que muchos jóvenes peruanos les tienen a sus viviendas ubicadas en las faldas de los cerros, pero lejos de mostrarles una fanática devoción (al estilo de los andinos antiguos y los apus), aceptan un entorno generalmente insalubre, inseguro y desorganizado.
Debido al estado de anarquía social y abandono por parte del Gobierno, la mentalidad de un grupo amenazado por lo precario de su situación puede derivar en un estado de "degeneración" mental/cultural que desemboca en altos índices de delincuencia, corrupción de la cultura original de la que provenían sus ancestros, desconfianza de las autoridades y despreocupación por el orden urbano. Lugares que son ejemplos de ello incluyen Cerro El Pino o los barracones del Callao.

## Intervención de la planificación urbana

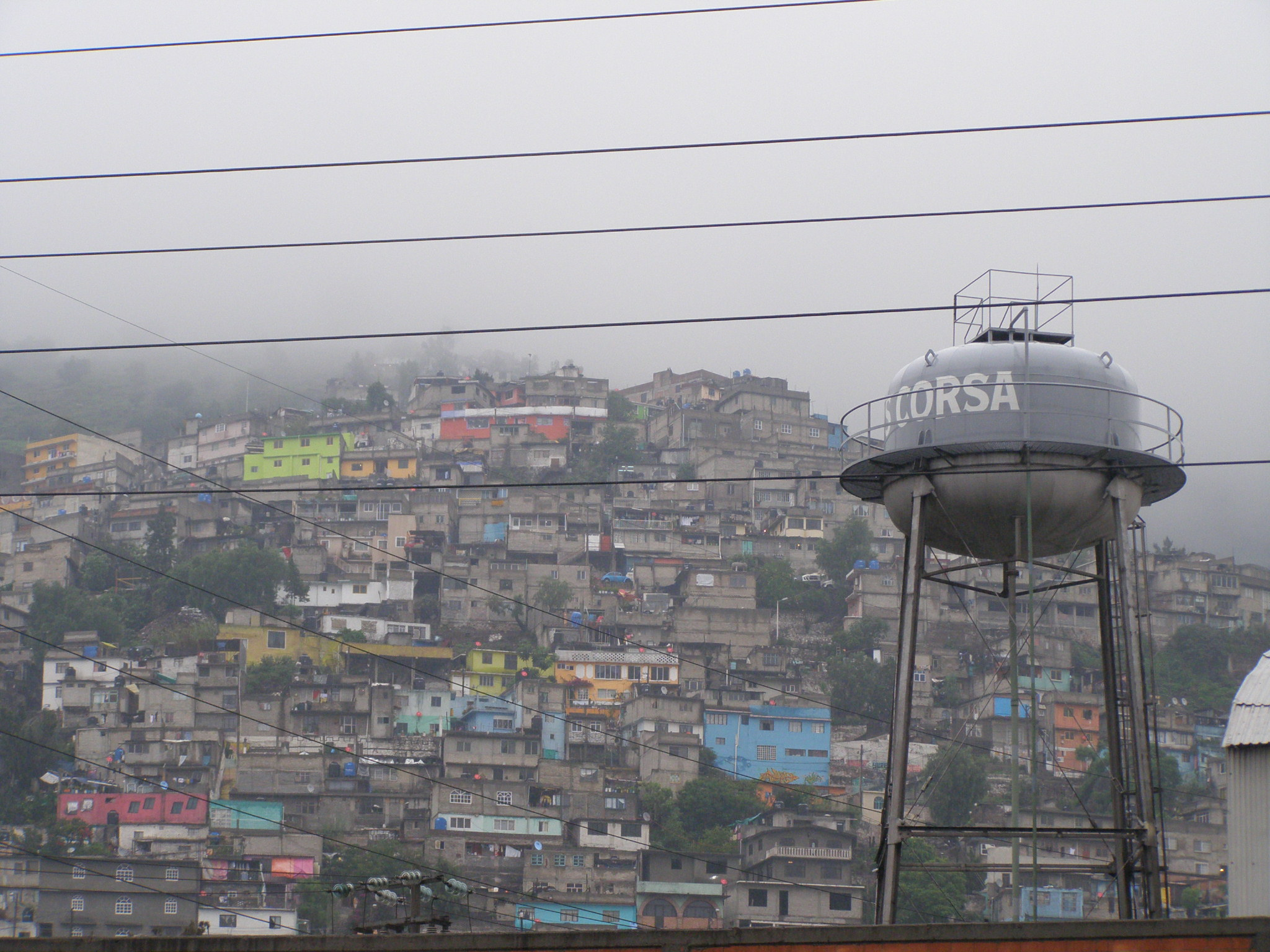
Zona irregular en Tlalnepantla de Baz, Estado de México, México.

Los establecimientos irregulares requieren de la elaboración de modelos espaciales que apoyen los esfuerzos de mejorar las condiciones de vida más básicas, esto es un contraste con el mundo desarrollado, donde los progresos hacia las tecnologías para construir los modelos espaciales 3D de urbanización formal se consideran como un hecho garantizado. Los panoramas más comunes de este tipo de investigación incluyen, entre otros:
1. La monitorización y predicción de las expansiones;
2. reubicación de los residentes hacia viviendas formales;
3. mejora de los establecimientos existentes;
4. prevención de desastres;
5. administración de los recursos y el ambiente.

Un requisito crucial para una planificación urbana eficaz es tener listo el acceso a datos espaciales exactos y actualizados, pues los establecimientos irregulares crecen muy rápidamente y las técnicas tradicionales del mapeo no son económicas ni prácticas. Por lo tanto, las imágenes aéreas y satelitales, son la mejor fuente de la información espacial sobre establecimientos irregulares.

## Vulnerabilidad de los asentamientos ilegales

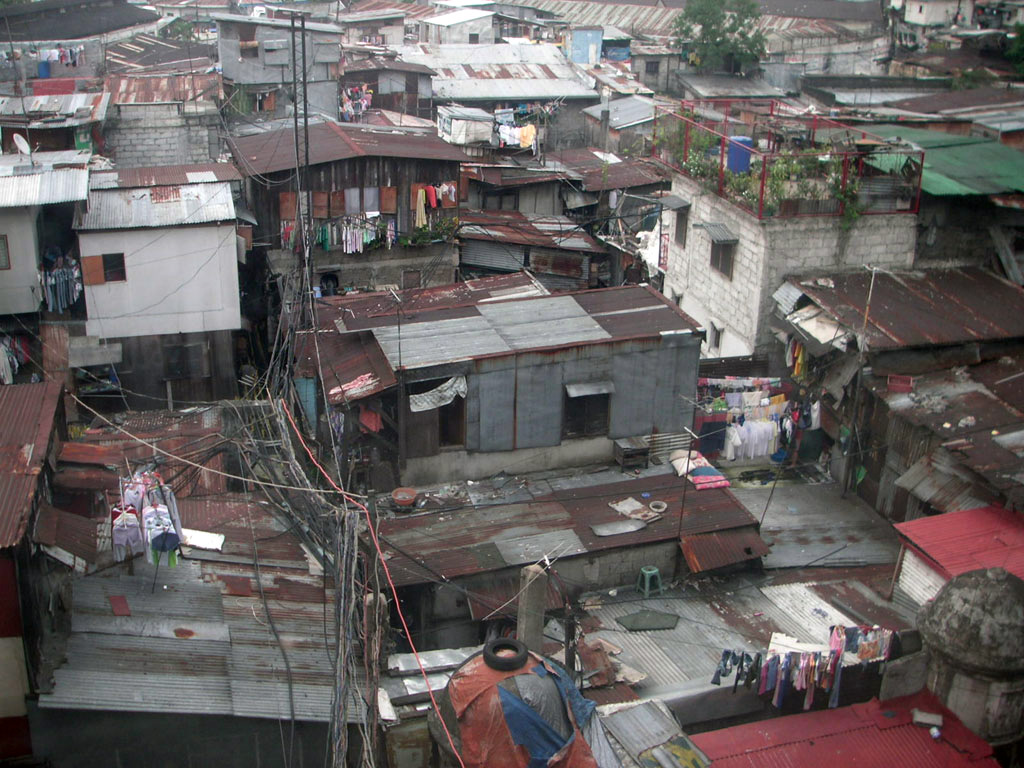
Foto de asentamiento irregular

La urbanización rápida parece ser uno de los factores claves en el crecimiento de la vulnerabilidad, en particular en familias de baja renta dentro de asentamientos irregulares de invasores. El proceso de urbanización da como resultado una presión sobre la tierra cuando los migrantes rurales pasan a las ciudades ya superpobladas, donde el recién llegado tiene pocas alternativas distintas a ocupar tierras inseguras. Pero los riesgos de las amenazas naturales son solo una parte de los peligros que afrontan estas comunidades; con frecuencia hay riesgos "normales" mayores y de mayor presión como son la mala nutrición, la salud deficiente, y la inseguridad ciudadana.
Las pocas oportunidades que poseen los habitantes para surgir suelen llevar a la gente al crimen, así por ejemplo, 10 000 personas son narco-guerrilleros del Comando Vermelho (la mitad niños) en las favelas de Río de Janeiro y 20 000 de Primer Comando Capital en São Paulo. Esto aumenta la violencia y discriminación en esas zonas.
Se debe destacar que las definiciones conceptuales de una problemática social tan global como es la desigualdad, otorga en estos casos amplias interpretaciones a las responsabilidades competentes de origen. actualmente y en concordancia con nuestra era comunicacional entendemos en la irregularidad del vivir, no un aprovechamiento oportunista de situaciones, sino la consecuencia tangible y solidificada de un mundo comercio, cosificador y desalmado, premiante a quien obtenga logros y desplazante a quien otorgue su porción de espacio. un asentamiento irregular, es entonces y en conciencia del mundo en que vivimos, una consecuencia factiblemente reversible, de la desigualdad instaurada por lo económico sobre lo social. podría concluirse en el hecho de que todo habitante irregular debiera encontrar en ello la sola falta de formales documentos de propiedad, pero nunca justificar en tales casos la ausencia o la demora de ejercitar sus derechos.[cita requerida]
Una propuesta emergente en el ámbito de América Latina es la denominada Regeneración Urbana Inclusiva (RUI), desarrollada por Cristofer Correia (2021). Esta estrategia plantea una política pública participativa e integral para abordar la pobreza urbana en asentamientos informales, con base en evidencia empírica recolectada en Caracas, Venezuela. A diferencia de los enfoques tradicionales centrados en la demolición o en la simple urbanización física, la RUI combina inversiones en infraestructura, servicios urbanos, formalización de la tenencia de tierra y fortalecimiento del capital social, todo ello guiado por un marco de gobernanza. Entre sus líneas de acción se incluyen el derecho a la vivienda, la expansión de capacidades y la recuperación de espacios públicos, con un eje transversal centrado en la participación ciudadana.

## Terminología: diferentes denominaciones locales

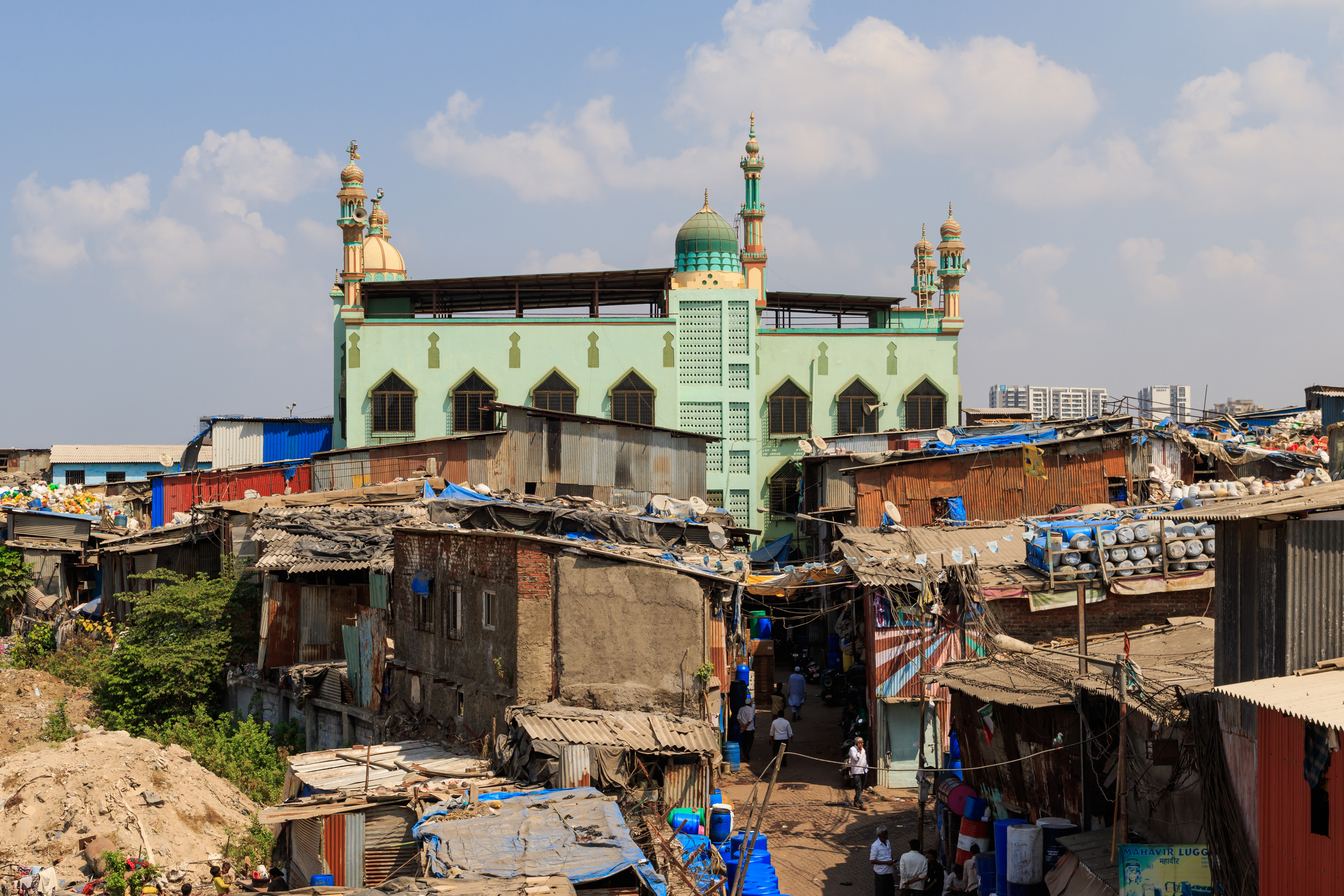
Dharavi, uno de los mayores barrios de tugurios en el mundo, en la ciudad de Bombay, en la India.

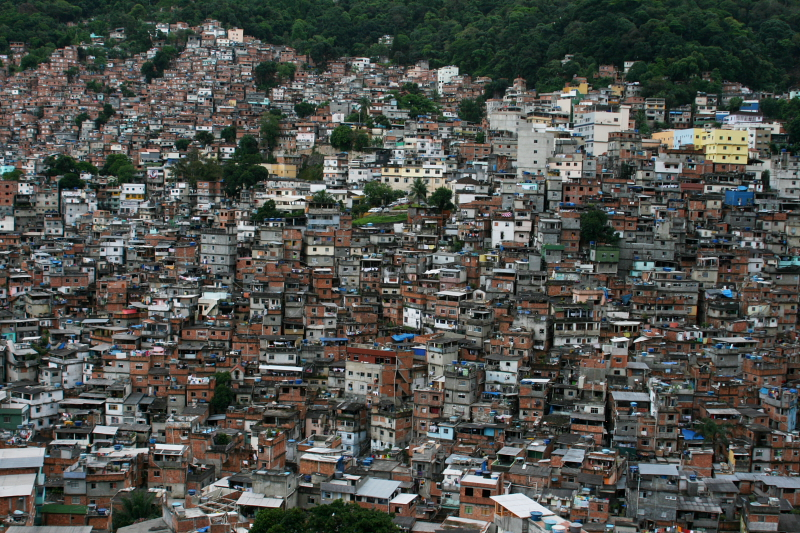
Favela da Rocinha, en la ciudad del Río de Janeiro, Brasil.

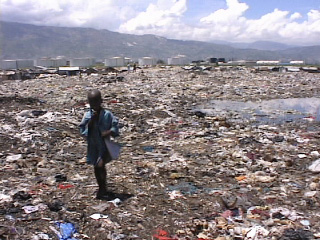
Asentamiento irregular, en Haití.

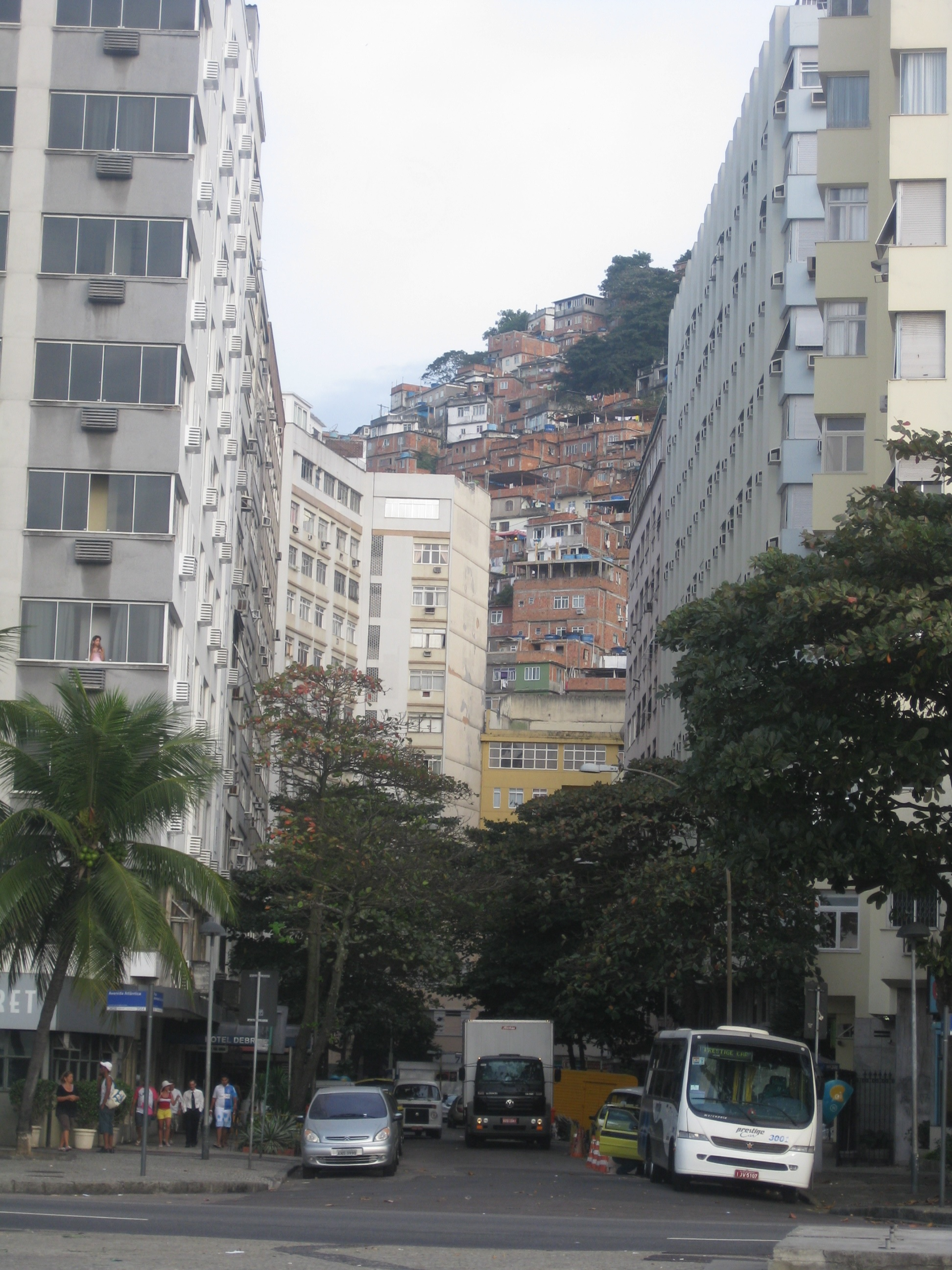
Favela en Río de Janeiro.

Los asentamientos irregulares se denominan de distintas formas en distintos países de habla hispana:
| País                 | Término |
| -------------------- | --- |
| Angola               | Museque |
| Argentina            | Villa miseria, villa de emergencia o simplemente villa; asentamiento |
| Brasil               | Favela |
| Chile                | Población callampa, pobla, toma de terreno, población, campamento o simplemente toma |
| Colombia             | Invasión, barrio marginal, barrio bajo, barrio popular |
| Costa Rica           | Tugurio o precario |
| Cuba                 | Llegaypón |
| Ecuador              | Invasión, barrio marginal |
| El Salvador          | Champerío |
| Estados Unidos       | Hooverville o shanty town. |
| España               | Barrio de chabolas, poblado chabolista o barrio bajo |
| Francia              | Bidonville |
| Guatemala            | Arrabal, asentamiento o champa |
| Honduras             | Barrio |
| India                | Slum |
| Jamaica              | Trench town |
| Italia               | Baraccopoli |
| México               | Cinturón de miseria, colonia/barrio marginal, zona marginal, ciudad perdida, asentamiento paracaidista, invasión, colonia baja, barrio bajo, cartolandia, y arrabales                                                           |
| Nicaragua            | Barrio, asentamiento espontáneo |
| Panamá               | Barrio bruja/o, invasión, ghetto |
| Paraguay             | Asentamiento informal, (el) bajo, mundo aparte, añaretâ'i, villa, bañado (en la capital Asunción, por encontrarse grandes caseríos en zonas inundables del río Paraguay, también en la capital: chacarita, cateura, salamanca). |
| Perú                 | Pueblo joven, asentamiento humano, cerro, casuchas |
| Puerto Rico          | Barriada o arrabal |
| República Dominicana | Barrio malo, bajo mundo |
| Turquía              | Gecekondu ("construida durante una noche") |
| Uruguay              | Cantegril o cante; asentamiento |
| Venezuela            | Rancho, cerro, invasión, barrio |